# Pseudorhaphitoma phaea
Pseudorhaphitoma phaea is een slakkensoort uit de familie van de Mangeliidae. De wetenschappelijke naam van de soort is voor het eerst geldig gepubliceerd in 1901 door Melvill & Standen.